# Новоалександровский сельсовет (Алтайский край)
Новоалександровский сельсовет — муниципальное образование со статусом сельского поселения и административно-территориальное образование в Рубцовском районе Алтайского края России. Административный центр — село Новоалександровка.

## Общая характеристика
Муниципальное образование Новоалександровский сельсовет Рубцовского района, Алтайского края образован на базе села Новоалександровка и в настоящих границах существует с 1920 года. Объединён с Рубцовским сельсоветом решением АКИК от 18.04.1963 г. № 235. Решением АКИК от 21.12.1966 г. вновь образован Новоалександровский сельсовет.
Поселение расположено в южной части района, в 22 км от г. Рубцовска и ближайшей железнодорожной станции Рубцовск, до краевого центра г. Барнаула 310 км, связь с которыми осуществляется по дороге с асфальтобетонным покрытием.  По территории поселения проходит федеральная трасса «Барнаул – Семипалатинск».
Муниципальное образование граничит: на севере с Рубцовским, на востоке по р. Алей с Самарским, Половинкинским, на юге с Веселоярским сельсоветами.
С восточной части поселения протекает р. Алей и служит границей с соседними муниципальными образованиями. В пределах поселения река имеет равнинный характер. Ширина русла реки 40-50 м, глубина 1,5-3 м. Питание реки в основном снеговое. По пойме реки Алей произрастают лесообразующие породы: клён, тополь, осина, береза.
Кустарники представлены смородиной, черемухой, калиной, боярышником и ивой. 
На территории поселения имеются лесные почвозащитные полосы, насаженные искусственно. В них произрастают клён, тополь и жёлтая акация.
Территория 15 кв. километров. Территориально муниципальное образование состоит из 3 населённых пунктов, в которых проживает 1230 человек. 
Территория муниципального образования входит в состав лесостепной части Алтайского края, 60 процентов площади занято лесостепью. Почвы в основном лугово–каштановые, солончаковые.
Муниципальное образование имеет общую площадь земли 14645 гектаров, из которых сельскохозяйственные угодья занимают 12565 гектаров. Залесённость и закустаренность территории составляет 20%. Лесом и кустарником занято 289 гектаров.
Поселение находится в пределах аллювиальной долины р. Алей и современной плоскозападной аллювиальной равнины. Характерно наличие бугристых форм рельефа и распространение песчаных отложений.
Из культурно-исторических объектов - мемориальный обелиск памяти погибшим войнам ВОВ находящийся с.Новоалександровка.
Географическое положение сельского поселения оказало положительное влияние на развитие сельского хозяйства, в основном растениеводства и животноводства.

## Население
| 1997  | 1998  | 1999  | 2000  | 2001  | 2002  |
| ----- | ----- | ----- | ----- | ----- | ----- |
| 1258  | ↗1265 | ↘1258 | ↗1284 | ↗1293 | ↗1308 |
| 2003  | 2004  | 2005  | 2006  | 2007  | 2008  |
| ↘1290 | ↘1262 | ↗1280 | ↗1308 | ↗1342 | ↘1332 |
| 2009  | 2010  | 2011  | 2012  | 2013  | 2014  |
| ↘1313 | ↘1154 | ↘1150 | ↘1120 | ↗1133 | ↗1193 |
| 2015  | 2016  | 2017  | 2018  | 2019  | 2020  |
| ↗1211 | ↘1208 | ↘1190 | ↗1203 | ↘1166 | ↘1113 |
| 2021  |       |       |       |       |       |
| ↘1092 |       |       |       |       |       |

По результатам Всероссийской переписи населения 2010 года, численность населения муниципального образования составила 1154 человека, в том числе 548 мужчин и 606 женщин.

## Состав сельского поселения
В состав сельского поселения входят 3 населённых пункта:
| № | Населённый пункт  | Тип населённого пункта       | Население |
| - | ----------------- | ---------------------------- | --------- |
| 1 | Зерно             | посёлок                      | ↘196      |
| 2 | Колос             | разъезд                      | ↗60       |
| 3 | Новоалександровка | село, административный центр | ↗877      |